# Al Muraqqabat
Al Muraqqabat, a volte scritto Al Muraqabat, è un quartiere di Dubai. Situato nel cuore di Dubai orientale a Deira, Al Muraqqabat confina con i quartieri di Al Rigga, Al Muteena e Al Khabisi.